# خطيئة
الخطيئة في الدين هي الأفعال التي تنتهك القواعد الأخلاقية، القوانين الإلهية والقوانين العامة. والخطيئة أيضاَ تشير إلى الأفعال الحسية السيئة والمنفور منها مثل الفكر السيئ وليست الأفعال المادية فقط. وقد قسمت الخطايا (خاصة في الديانة المسيحية) إلى قسمين:
- خطايا كبرى ومميتة: مثل القتل والكفر والعنف الشديد وغيرها، عاقبتهن تكون وخيمة ومميتة.
- خطايا طفيفة: مثل السكر والغضب وغيرهم، وعاقبتهن تكون طفيفة إن وجدت، بل في بعض الأحيان اعتبرت تلك الخطايا ضرورة في الحياة، على الرغم من أنها في بعض الأحيان قد تكون مدمرة.

وعادة يجب:
- أن يكون للمرء ضميره الذي يميز له الأفعال أيها خطيئة وأيها لا، فيبتعد فوراً عن الخطايا.
- عاقبة الخطيئة تكون من الله في الدنيا وفي الأخرة، من الأشخاص، ومن الكون عامة.
- يجب الأسراع بالتوبة عن تلك الخطايا، والتكفير عنها.

وصُنفت الخطيئة فعلًا لا مفر منه نقلها جيل إلى جيل من سلف مشترك، آدم مثل المرض، وقيل أن الخطيئة تسمم قلب كل إنسان بعد الوقوع فيها. وثمة اعتقاد مثير للجدل هو أن كل رجل ممتلئ تماما بالخطايا، وليس بإمكانه التغلب على ذلك، بل بإخفائه.

## تاريخ المصطلح
الكلمة مشتقة من «اللغة الإنجليزية القديمة SYN، اللأصلية سانجو sunjō، قد تكون متجذرة إلى اللاتينية، في الإنجليزية القديمة هناك أمثلة من الشعور العام الأصلي بالذنب، الجريمة أو الإثم». Y إذ أن التوراة التي ترجمت من اليونانية والعبرية تشير حرفيا إلى الذين يخطئون الهدف، أي الخطأ.

## في الأديان الإبراهيمية

### في اليهودية
هي كسر القوانين الإلهية، وتكون بالفكر أو الكلمة أو كلاهما، وتعتبر فعل وليست حالة ضرورية في الوجود.
بعض الخطايا يعاقب عليها بالإعدام من قبل المحكمة، والبعض الآخر بالموت من قبل السماء، والبعض الآخر بالجلد، وغيرها من دون مثل هذه العقوبة، ولكن ليس من دون عواقب. ويمكن أيضا أن ترتكب هذه الذنوب عن طريق الخطأ والإهمال أو التعمد.

### في المسيحية
في المسيحية، هي «رفض لشيء خيّر أو تخريبه، وبالتالي هي رفض الخير المطلق ومن ثم رفض منبعه أي رفض الله»، وقد تصل إلى حالة الانفصال عن الله بشكل نهائي في حال عدم التوبة أو الاستمرار في ممارستها بلامبالاة. يشترط في الخطيئة أن تكون صادرة عن وعي ومعرفة، ولذلك فإن الخطايا التي ترتكت عن غير معرفة أو قصد لا يعتبر الإنسان مسؤولاً عنها. تقسم الخطايا، من حيث نوعها، إلى ثلاث أنواع: طفيفة، وثقيلة، ومميتة، بكل الأحوال فإن كل خطيئة من الممكن أن يقبل الله التوبة عنها، صافحًا وغافرًا، بيد أن نتائج التوبة الجسدية تبقى ماثلة، وهكذا فإنّ الشر في العالم منبعه الأساس هو الخطيئة. أغلب المسيحيين، يكفرون عن خطاياهم، بأعمال الخيرو البر أو بتكثيف الصلوات، والتكفير لا يعتبر «ثمنًا للتبرير» بقدر ما يعتبر «رغبة في إشهار التوبة فعليًا».
حسب تعليم الكنيسة، فإن الإنسان يستطيع أن يميز بين الأفعال الصالحة والسيئة، لأنه يمتلك عقلاً وضميراً يمكنه من اتخاذ أحكام واضحة في الحالات الطبيعية، ولتمام لتمييز بين ما يعتبر خطيئة وسواها، يشترط التعليم المسيحي ثلاث شروط: الفعل الصالح والنية الصالحة، وثالثًا الظروف التي ترافق العمل والتي قد تغير من درجة المسؤولية - ثقل الخطأ - ولكنها لا تغير من طبيعة أو صفة العمل. ولا يجوز بتاتًا عمل السيئات أو تقبل حصولها لينتج عنها ما هو صالح، ذلك لا يشمل حكم الضرورة حيث لا تتوفر إلا فرصة القبول بسوء أصغر لمنع حصول شر أكبر.

### في الإسلام
الخطيئة في المفهوم الإسلامي هي الذنب على عمد، والخطء -بكسر الخاء- بمعنى: الذنب المترتب عليه الإثم، أما الخطأ -بفتح الخاء- هو: ما كان بغير تعمد، فالخطيئة هي الذنب أو المعصية التي يكون ارتكابها في حالة العمد، ويترتب عليها إثم مرتكبها، وهي تشمل جمع أنواع الذنوب والمعاصي.
تنقسم الخطيئة في الإسلام إلى قسمين:
1. الكبائر: وهي كل خطيئة كان لها حد خاص في الدنيا (عقوبة) ووعيد خاص في الآخرة (غضب من الله أو لعنة) مثال: القتل العمد عقوبته في الدنيا القصاص والكفارة، ويتعلق به في الآخرة أمران أحدهما: حق الله وهو العقوبة في الآخرة، وحق المقتول وهو أن يقتص من قاتله وقد يعفو عنه، ومن الكبائر أيضا الزنا والسرقة والتعامل بالربا وغير ذلك.
2. الصغائر: وهي كل خطيئة لم يكن لها حد خاص ولا وعيد خاص وهي ما دون الكبائر، كمخالفة سنن رسول الله الثابتة وغيرها، رغم أنها لا تستلزم عقابا خاصا في الدنيا وليس لها وعيد ثابت في الآخرة لكنها تكون إما محرمة أو مكروهة أو شبهة ولهذا استلزم الابتعاد عنها قدر المستطاع والإصرار والإكثار منها يجعلها بحكم الكبيرة

فالخطيئة والمعصية بمعنى واحد، وكلمة الخطيئة: غير شائعة في الإسلام، بل يقال عادة «أخطأ»، و«وقع في الخطأ»، والخطيئة هي من بين إحدى الكلمات التي تدل على «المعصية» ومنها أيضا: الذنب، السيئة، الحوب، الإثم، الفسوق، العصيان، الفساد، العتو، الإصر المعصية.

#### أسباب الضلال وطرائقه حسب المنظور الإسلامي
الضلال لغة ضلٌّ: انحرفَ وغوى، وضاعَ وإصطلاحًا (من وجهة نظر المسلمين): انحراف العبدِ وخروجُه عنْ شرع الإسلام. وسمى العلماء المسلمون الانحراف عنْ شرع الإسلام ضلالاً؛ لما فيه من ضياع، وبعد عن الحق والهداية والصلاح حسب الأدلة الشرعية لديهم.
الجهل
إذا كان سبيل الهداية يستنير بالعلم الذي دل عليه العقل والرسل عليهم الصلاة والسلام، فإن سبيل الضلال يكون بالجهل والإعراض عن منهج الرسل عليهم الصلاة والسلام؛ فالجهل بالخالق وعدم معرفته، من أكبر الأسباب التي تحرف الإنسان عن الطريق السوي مصداقا لقول الله تعالى: ﴿وَمَا قَدَرُوا اللَّهَ حَقَّ قَدْرِهِ﴾ وقوله تعالى:﴿إِنَّمَا يَخْشَى اللَّهَ مِنْ عِبَادِهِ العُلَمَاءُ﴾
العناد والاستكبار
وهما يحرمان صاحبهما منْ سماع الحق والإنصات إليه، وقد أشار القرآن الكريم إلى أول معصية ارتُكبتْ على يدي عدو الله إبليس، فقد أمره الله أن يسجد لآدم، فابى واستكبر، ونفر عن الإنصات للحق، والكبر من أسباب عدم قبول الحق والإعراض عنه، وعدم السماع له، ولو أنهم طلبوا من الله الهداية والرحمة لكان أولى لهم وأنفع، بدل أن يطلبوا إنزال العذاب، ويستمروا في الضلال.
كيد الشيطان
فالشيطان نذر نفسه لغواية الإنسان والإيقاع به، لذلك فهو يزين للإنسان طريق الغواية ويجملُهَا له، كي يوقعه في المعصية، مستخدماً بذلك أسلوب الغواية المتدرِِّجة قال الله تعالى: ﴿يَا أَيُّهَا الَّذِينَ آمَنُوا لَا تَتَّبِعُوا خُطُوَاتِ الشَّيْطَانِ وَمَن يَتَّبِعْ خُطُوَاتِ الشَّيْطَانِ فَإِنَّهُ يَأْمُرُ بِالْفَحْشَاءِ وَالْمُنكَرِ﴾
اتباع الهوى والشهوات
وقد أوجد الله الإنسان، وركّب فيه غرائز وشهوات يميل إليها، وهذه الشهوات إذا تُركتْ دون ضابط شرعيّ ولم تُهذّبْ، فإنها تسوق الإنسان إلى المعاصي والضلال والوقوع في المحظورات والمحرَّمات. وإذا كان الله قد حرم على عباده بعض الشهوات والملذات المفسدة فقد أباح لهم الطيبَ منها.
البيئةُ الاجتماعية
يتأثر الإنسان إيجاباً وسلباً بالبيئة الاجتماعية التي يعيش فيها، فإن كانت البيئةُ الصالحةً، قادته إلى الصلاح، وإن كانت فاسدةً قادته إلى الفساد ويشر النبي محمد إلى أثر الوالدين في تنشئة أبنائهم بقوله: «ما من مولود إلا يولد على الفطرة، فأبواه يهودانه أو ينصرانه أو يمجسانه، كما تنتج البهيمة بهيمة جمعاء، هل تحسون فيها من جدعاء» 
والصحبةُ من البيئة المؤثرة في التربية، وقد بين النبي صلى الله عليه وسلم أثرها بقوله: «مثل الجليس الصالح والجليس السوء كحامل المسك ونافخ الكير، فحامل المسك إما أن يحذيك، وإما أن تبتاع منه، وإما أن تجد منه ريحاً طيبةً، ونافخ الكير إما أن يحرق ثيابك، وإما أن تجد منه ريحاً خبيثةً» "، لذلك نرى أن الإنسان الذي ينشا في بيئة صالحة ينفتح امامهُ طريق الهداية، ومن ينشا في بيئة فاسدة يتأثر بها، ويحتاج لمن ياخذ بيدِهِ، ويخلصه منها.
ومع ما سبق بيانُهُ من أسباب الضلال، فإنهُ لابد من الإشارةِ إلى التحذير من الكفر والشرك والنفاق، وهي صورٌ منتشرةٌ من أوجه الضلال، التي ينبغي للمسلم أن يتجنبها ويبتعد عنها، وأن يعتصم بالدين الإسلامي المتين، كي ينجو منها.

#### ذكر الضلال فيالقرآن الكريم
- قال الله تعالى ﴿أُولَئِكَ الَّذِينَ اشْتَرَوُا الضَّلَالَةَ بِالْهُدَى فَمَا رَبِحَتْ تِجَارَتُهُمْ وَمَا كَانُوا مُهْتَدِينَ﴾[13]
- وقال تعالى ﴿أُولَئِكَ الَّذِينَ اشْتَرَوُا الضَّلَالَةَ بِالْهُدَى وَالْعَذَابَ بِالْمَغْفِرَةِ فَمَا أَصْبَرَهُمْ عَلَى النَّارِ﴾[14]
- وقال تعالى ﴿لَقَدْ مَنَّ اللَّهُ عَلَى الْمُؤْمِنِينَ إِذْ بَعَثَ فِيهِمْ رَسُولًا مِنْ أَنْفُسِهِمْ يَتْلُو عَلَيْهِمْ آَيَاتِهِ وَيُزَكِّيهِمْ وَيُعَلِّمُهُمُ الْكِتَابَ وَالْحِكْمَةَ وَإِنْ كَانُوا مِنْ قَبْلُ لَفِي ضَلَالٍ مُبِينٍ﴾[15]
- ﴿أَلَمْ تَرَ إِلَى الَّذِينَ أُوتُوا نَصِيبًا مِنَ الْكِتَابِ يَشْتَرُونَ الضَّلَالَةَ وَيُرِيدُونَ أَنْ تَضِلُّوا السَّبِيلَ﴾[16]
- ﴿أَلَمْ تَرَ إِلَى الَّذِينَ يَزْعُمُونَ أَنَّهُمْ آَمَنُوا بِمَا أُنْزِلَ إِلَيْكَ وَمَا أُنْزِلَ مِنْ قَبْلِكَ يُرِيدُونَ أَنْ يَتَحَاكَمُوا إِلَى الطَّاغُوتِ وَقَدْ أُمِرُوا أَنْ يَكْفُرُوا بِهِ وَيُرِيدُ الشَّيْطَانُ أَنْ يُضِلَّهُمْ ضَلَالًا بَعِيدًا﴾[17]
- ﴿إِنَّ اللَّهَ لَا يَغْفِرُ أَنْ يُشْرَكَ بِهِ وَيَغْفِرُ مَا دُونَ ذَلِكَ لِمَنْ يَشَاءُ وَمَنْ يُشْرِكْ بِاللَّهِ فَقَدْ ضَلَّ ضَلَالًا بَعِيدًا﴾[18]
- ﴿فَرِيقًا هَدَى وَفَرِيقًا حَقَّ عَلَيْهِمُ الضَّلَالَةُ إِنَّهُمُ اتَّخَذُوا الشَّيَاطِينَ أَوْلِيَاءَ مِنْ دُونِ اللَّهِ وَيَحْسَبُونَ أَنَّهُمْ مُهْتَدُونَ﴾[19]
- ﴿فَذَلِكُمُ اللَّهُ رَبُّكُمُ الْحَقُّ فَمَاذَا بَعْدَ الْحَقِّ إِلَّا الضَّلَالُ فَأَنَّى تُصْرَفُونَ﴾[20]
- ﴿وَلَقَدْ بَعَثْنَا فِي كُلِّ أُمَّةٍ رَّسُولاً أَنِ اعْبُدُوا اللَّهَ وَاجْتَنِبُوا الطَّاغُوتَ فَمِنْهُم مَّنْ هَدَى اللَّهَ وَمِنْهُم مَّنْ حَقَّتْ عَلَيْهِ الضَّلَالَةَ فَسِيرُوا فِي الأَرْضِ فَانظُرُوا كَيْفَ كَانَ عَاقِبَةَ الْمُكَذِّبِينَ﴾[21]
- ﴿قَالَ لَقَدْ كُنْتُمْ أَنْتُمْ وَآَبَاؤُكُمْ فِي ضَلَالٍ مُبِينٍ﴾[22]
- ﴿وَمَا أَنْتَ بِهَادِي الْعُمْيِ عَنْ ضَلالَتِهِمْ إِنْ تُسْمِعُ إِلاَّ مَنْ يُؤْمِنُ بِآيَاتِنَا فَهُمْ مُسْلِمُونَ﴾[23]
- ﴿إِنَّ الْمُجْرِمِينَ فِي ضَلَالٍ وَسُعُرٍ﴾[24]
- ﴿إِنَّ رَبَّكَ هُوَ أَعْلَمُ بِمَن ضَلَّ عَن سَبِيلِهِ وَهُوَ أَعْلَمُ بِالْمُهْتَدِينَ﴾[25]

## الأديان الأخرى

### البهائية
ترى البهائية ان الإنسان كائن كامل مملوء بالحب والمودة، وكائنات جيدة أيضا لا تخطئ، ولكن ان ابتعدت عن ضوء الشمس لا تستطيع تلقى محبة الله.

### الهندوسية
تعتبر الخطيئة في وجهة النظر الهندوسية جريمة ضد الأخلاق مما يؤدي لنتائج سلبية وليست جريمة ضد الإله.

### البوذية
الأخلاق البوذية مشتقة من الطبيعة، ولذلك يتجه البوذيون إلى الرحمة بالحيوان واشاعة الحب وكل الصفات الجيدة بين الناس والكون لتنتشر السعادة، وترى البوذية ان المعاناة سببها الجشع والكراهية وكل الخطايا ولذلك يجب الابتعاد عنها، ولذلك فإن البوذية تبتعد عن الخطايا فقط لإسعاد البشرية وليس للأله، وهي تشبه وجهة النظر العلمانية للخطيئة.

## وجهة نظر الإلحاد للخطيئة
يمز بين الخطيئة والقواعد الأخلاقية، ولا يستخدم مصطلح شرير، بل يستبدله بألفاظ ليس لها دلالة دينية مثل خاطئ ؛ أي أنها تعنى انتهاك القواعد الاخلاقية والقوانين العامة ولكن لا يوجد مسمى للخطيئة أي بُدّل اسمها.